# Whatta Man
Singles de I.O.I
Dream Girls
(2016) Very Very Very
(2016)
Whatta Man (aussi connue Whatta Man (Good Man)) est une chanson du girl group sud-coréen I.O.I. La chanson correspond à celle de 1963, "What a Man" par Linda Lyndell. La chanson est sortie sous le format d'un album single par la première sous-unité du groupe, avec les membres Nayoung, Chungha, Jieqiong, Sohye, Yoojung, Doyeon et Somi. Elle est sortie numériquement sous YMC Entertainment et distribuée sous LOEN Entertainment le 9 août 2016, puis physiquement le 11 août.

## Liste des pistes
Téléchargement numérique
| 1.   | Whatta Man (Good man) | Seo Jeonga | Ryan S. Jhun, Emile Ghantous, Steve Daly, Keith Hetrick, Fritz Michallik, Michel 'Lindgren' Schulz | 3:13 |
| 3:13 |                       |            | |      |

## Classement

### Classements hebdomadaires
| Classement (2016)                 | Meilleure position |
| --------------------------------- | ------------------ |
| Corée du Sud (Gaon Digital Chart) | 2                  |
| Corée du Sud (Gaon Album Chart)   | 2                  |

### Classements mensuels
| Classement (2016)                 | Meilleure position |
| --------------------------------- | ------------------ |
| Corée du Sud (Gaon Digital Chart) | 9                  |
| Corée du Sud (Gaon Album Chart)   | 4                  |

## Historique de sortie
| Pays         | Date         | Format                   | Label                                 |
| ------------ | ------------ | ------------------------ | ------------------------------------- |
| Corée du Sud | 9 août 2016  | Téléchargement numérique | YMC Entertainment, LOEN Entertainment |
| Corée du Sud | 11 août 2016 | CD                       | YMC Entertainment, LOEN Entertainment |